# Menkar

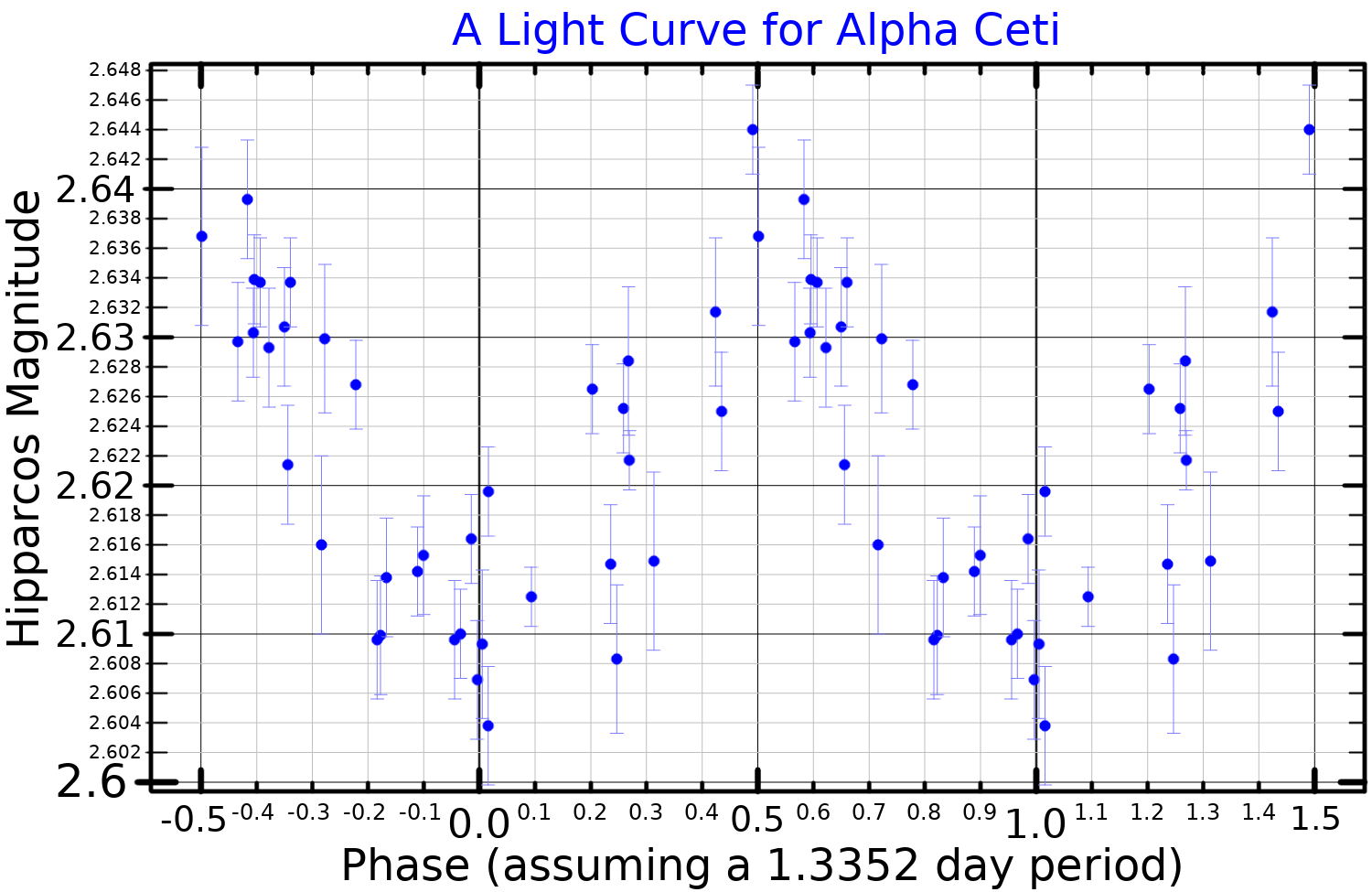
La curva de luz de Menkar.

Menkar o Menkab (α Ceti / α Cet / 92 Ceti) es la segunda estrella más brillante de la constelación de Cetus con magnitud aparente +2,54, sólo superada por Deneb Kaitos (β Ceti) y ocasionalmente por Mira (ο Ceti).

## Nombre
Los términos Menkar o Menkab provienen de la palabra árabe منخر. manħar, que significa «la nariz», en alusión a su posición en el cuerpo del monstruo marino.
Al Kaff al Jidhmah, nombre utilizado por Ulugh Beg y Al Tizini para designar a esta estrella, hoy se aplica a γ Ceti (Kaffaljidhma).

## Características físicas
Situada a 220 años luz del sistema solar, Menkar es una fría gigante roja de tipo espectral M1.5IIIa, cuya temperatura superficial es de sólo 3700 K. Visualmente es 380 veces más luminosa que el Sol, pero por ser una estrella fría una gran cantidad de su luz es emitida como radiación infrarroja no visible; de esta forma, la radiación total procedente de Menkar es 1800 veces mayor que la proveniente del Sol.
Su temperatura y luminosidad permiten estimar su radio, 84 veces más grande que el radio solar; la medida directa de su diámetro angular (0,0116 segundos de arco), dan como resultado un valor algo inferior de 77 radios solares.
Menkar es una variable irregular de tipo Lb, con variaciones erráticas en su brillo en torno al 6% del mismo.
Es una estrella notablemente deficiente en carbono, siendo su contenido de este elemento inferior al 20% del existente en el Sol.
Igualmente destaca como radiofuente, en donde las ondas de radio se originan por el viento estelar que sopla desde su superficie.
Menkar se encuentra en la fase final de su evolución estelar, y a medida que comience a fusionar su núcleo de carbono se volverá altamente inestable para finalmente expulsar sus capas exteriores formando una nebulosa planetaria. En su centro quedará como remanente estelar una masiva enana blanca similar a Sirio B.